# سای یینجیریگالا
سای یینجیریگالا (مغولی: Sainjargal؛ زادهٔ ۴ دسامبر ۱۹۸۹) جودوکار اهل چین است. وی در بازی‌های المپیک تابستانی ۲۰۱۶ شرکت کرده‌است.